# 原天津俄国兵营
原天津俄国兵营始建于1900年，坐落在当时的天津俄租界北洋武备学堂（今河东区六纬路一带）。1902年，八国联军结束占领天津的时候，原天津俄国兵营保留驻军77人。原天津俄国兵营设有两座大门分别联通六纬路和七纬路，原兵营院内建有两幢二层俄式建筑。1917年，十月革命后，天津俄租界和原天津俄国兵营被前苏联政府放弃，现无建筑遗存。